# Orle (Zagreb)
Pour l’article homonyme, voir Orle.
Orle est un village et une municipalité située dans le comitat de Zagreb, en Croatie. Au recensement de 2001, la municipalité comptait 2 145 habitants, dont 97,67 % de Croates et le village seul comptait 70 habitants.

## Localités
La municipalité de Orle compte 10 localités :
- Bukevje
- Čret Posavski
- Drnek
- Obed
- Orle
- Ruča
- Stružec Posavski
- Suša
- Veleševec
- Vrbovo Posavsko.